# Johan Wilhelm Lundberg
Johan Wilhelm Lundberg, född 24 november 1818 i Stockholm, död 20 maj 1882 i Motala, var en svensk boktryckare i Stockholm, Motala och Skänninge.
Gift 5 maj 1867 med Amanda Elisabet Renhult. De hade 1881 tre barn födda i Stockholm och Skänninge.
Han startade Skeninge Tryckeri och 1868–1881 gav han ut Motala Tidning i Skänninge.